# Gyorskorcsolya a 2018. évi téli olimpiai játékokon
A 2018. évi téli olimpiai játékokon a gyorskorcsolya versenyszámait a Kangnung (Gangneung)i gyorskorcsolya-pályán rendezték február 10. és 24. között. Először szerepelt a programban a tömegrajtos versenyszám.
A férfiaknak és a nőknek egyaránt 7–7 versenyszámban osztottak érmeket.

## Naptár
Az időpontok helyi idő szerint (UTC+9) és magyar idő szerint (UTC+1) olvashatóak. A döntők kiemelt háttérrel vannak jelölve.
| Dátum       | Helyi idő   | Magyar idő  | Versenyszám                     |
| ----------- | ----------- | ----------- | ------------------------------- |
| február 10. | 20:00–21:55 | 12:00–13:55 | női 3000 m                      |
| február 11. | 16:00–18:40 | 8:00–10:40  | férfi 5000 m                    |
| február 12. | 21:30–23:15 | 13:30–15:15 | női 1500 m                      |
| február 13. | 20:00–21:50 | 12:00–13:50 | férfi 1500 m                    |
| február 14. | 19:00–20:45 | 11:00–12:45 | női 1000 m                      |
| február 15. | 20:00–22:10 | 20:00–22:10 | férfi 10 000 m                  |
| február 16. | 20:00–21:35 | 20:00–21:35 | női 5000 m                      |
| február 18. | 20:00–22:00 | 12:00–14:00 | férfi csapatverseny, előfutamok |
| február 18. | 20:00–22:00 | 12:00–14:00 | női 500 m                       |
| február 19. | 20:00–22:00 | 12:00–14:00 | női csapatverseny, előfutamok   |
| február 19. | 20:00–22:00 | 12:00–14:00 | férfi 500 m                     |
| február 21. | 20:00–23:00 | 12:00–15:00 | női csapatverseny, döntők       |
| február 21. | 20:00–23:00 | 12:00–15:00 | férfi csapatverseny, döntők     |
| február 23. | 19:00–20:55 | 11:00–12:55 | férfi 1000 m                    |
| február 24. | 20:00–23:00 | 12:00–15:00 | férfi tömegrajtos               |
| február 24. | 20:00–23:00 | 12:00–15:00 | női tömegrajtos                 |

## Éremtáblázat
(A rendező nemzet csapata eltérő háttérszínnel, az egyes számoszlopok legmagasabb értéke, vagy értékei vastagítással kiemelve.)
| A 2018. évi téli olimpiai játékok éremtáblázata gyorskorcsolyában | A 2018. évi téli olimpiai játékok éremtáblázata gyorskorcsolyában | A 2018. évi téli olimpiai játékok éremtáblázata gyorskorcsolyában | A 2018. évi téli olimpiai játékok éremtáblázata gyorskorcsolyában | A 2018. évi téli olimpiai játékok éremtáblázata gyorskorcsolyában | Olimpia  |
| ----------------------------------------------------------------- | ----------------------------------------------------------------- | ----------------------------------------------------------------- | ----------------------------------------------------------------- | ----------------------------------------------------------------- | -------- |
|                                                                   | Ország                                                            | Arany                                                             | Ezüst                                                             | Bronz                                                             | Összesen |
| 1.                                                                | Hollandia (NED)                                                   | 7                                                                 | 4                                                                 | 5                                                                 | 16       |
| 2.                                                                | Japán (JPN)                                                       | 3                                                                 | 2                                                                 | 1                                                                 | 6        |
| 3.                                                                | Norvégia (NOR)                                                    | 2                                                                 | 1                                                                 | 1                                                                 | 4        |
| 4.                                                                | Dél-Korea (KOR)                                                   | 1                                                                 | 4                                                                 | 2                                                                 | 7        |
| 5.                                                                | Kanada (CAN)                                                      | 1                                                                 | 1                                                                 | 0                                                                 | 2        |
|                                                                   |                                                                   |                                                                   |                                                                   |                                                                   |          |
| 6.                                                                | Csehország (CZE)                                                  | 0                                                                 | 1                                                                 | 1                                                                 | 2        |
| 7.                                                                | Belgium (BEL)                                                     | 0                                                                 | 1                                                                 | 0                                                                 | 1        |
|                                                                   |                                                                   |                                                                   |                                                                   |                                                                   |          |
| 8.                                                                | Egyesült Államok (USA)                                            | 0                                                                 | 0                                                                 | 1                                                                 | 1        |
| 8.                                                                | Kína (CHN)                                                        | 0                                                                 | 0                                                                 | 1                                                                 | 1        |
| 8.                                                                | Olaszország (ITA)                                                 | 0                                                                 | 0                                                                 | 1                                                                 | 1        |
| 8.                                                                | Olimpikonok Oroszországból (OAR)                                  | 0                                                                 | 0                                                                 | 1                                                                 | 1        |
|                                                                   |                                                                   |                                                                   |                                                                   |                                                                   |          |
| Összesen                                                          | Összesen                                                          | 14                                                                | 14                                                                | 14                                                                | 42       |

## Érmesek
A rövidítések jelentése a következő:
- WR: világrekord
- OR: olimpiai rekord

### Férfi
| A 2018. évi téli olimpiai játékok érmesei férfi gyorskorcsolyában |                                                                              |             | |          |                                                                 |          |
| Versenyszám                                                       | Arany                                                                        | Arany       | Ezüst | Ezüst    | Bronz                                                           | Bronz    |
| 500 m                                                             | Håvard Lorentzen · Norvégia (NOR)                                            | 34,41 OR    | Csha Mingju (Cha Min-kyu) · Dél-Korea (KOR)                                                                | 34,42    | Kao Ting-jü (Gao Tingyu) · Kína (CHN)                           | 34,65    |
| 1000 m                                                            | Kjeld Nuis · Hollandia (NED)                                                 | 1:07,95     | Håvard Holmefjord Lorentzen · Norvégia (NOR)                                                               | 1:07,99  | Kim Thejun (Kim Tae-yun) · Dél-Korea (KOR)                      | 1:08,22  |
| 1500 m                                                            | Kjeld Nuis · Hollandia (NED)                                                 | 1:44,01     | Patrick Roest · Hollandia (NED)                                                                            | 1:44,86  | Kim Minszok (Kim Min-seok) · Dél-Korea (KOR)                    | 1:44,93  |
| 5000 m                                                            | Sven Kramer · Hollandia (NED)                                                | 6:09,76 OR  | Ted-Jan Bloemen · Kanada (CAN)                                                                             | 6:11,616 | Sverre Lunde Pedersen · Norvégia (NOR)                          | 6:11,618 |
| 10 000 m                                                          | Ted-Jan Bloemen · Kanada (CAN)                                               | 12:39,77 OR | Jorrit Bergsma · Hollandia (NED)                                                                           | 12:41,98 | Nicola Tumolero · Olaszország (ITA)                             | 12:54,32 |
| Tömegrajtos                                                       | I Szunghun (Lee Seung-hoon) · Dél-Korea (KOR)                                | 60          | Bart Swings · Belgium (BEL)                                                                                | 40       | Koen Verweij · Hollandia (NED)                                  | 20       |
| Csapatverseny                                                     | Norvégia (NOR) · Håvard Bøkko · Simen Spieler Nilsen · Sverre Lunde Pedersen | 3:37,32     | Dél-Korea (KOR) · I Szunghun (Lee Seung-hoon) · Csong Dzsevon (Chung Jae-won) · Kim Minszok (Kim Min-seok) | 3:38,52  | Hollandia (NED) · Patrick Roest · Jan Blokhuijsen · Sven Kramer | 3:38,40  |

### Női
| A 2018. évi téli olimpiai játékok érmesei női gyorskorcsolyában |                                                       |            |                                                                     |         |                                                                           |         |
| Versenyszám                                                     | Arany                                                 | Arany      | Ezüst                                                               | Ezüst   | Bronz                                                                     | Bronz   |
| 500 m                                                           | Kodaira Nao · Japán (JPN)                             | 36,94 OR   | I Szanghva (Lee Sang-hwa) · Dél-Korea (KOR)                         | 37,33   | Karolína Erbanová · Csehország (CZE)                                      | 37,34   |
| 1000 m                                                          | Jorien ter Mors · Hollandia (NED)                     | 1:13,56 OR | Kodaira Nao · Japán (JPN)                                           | 1:13,82 | Takagi Miho · Japán (JPN)                                                 | 1:13,98 |
| 1500 m                                                          | Ireen Wüst · Hollandia (NED)                          | 1:54,35    | Takagi Miho · Japán (JPN)                                           | 1:54,55 | Marrit Leenstra · Hollandia (NED)                                         | 1:55,26 |
| 3000 m                                                          | Carlijn Achtereekte · Hollandia (NED)                 | 3:59,21    | Ireen Wüst · Hollandia (NED)                                        | 3:59,29 | Antoinette de Jong · Hollandia (NED)                                      | 4:00,02 |
| 5000 m                                                          | Esmee Visser · Hollandia (NED)                        | 6:50,23    | Martina Sáblíková · Csehország (CZE)                                | 6:51,85 | Natalja Voronyina · Olimpikonok Oroszországból (OAR)                      | 6:53,98 |
| Tömegrajtos                                                     | Takagi Nana · Japán (JPN)                             | 60         | Kim Borum (Kim Bo-reum) · Dél-Korea (KOR)                           | 40      | Irene Schouten · Hollandia (NED)                                          | 20      |
| Csapatverseny                                                   | Japán (JPN) · Takagi Miho · Szató Ajano · Takagi Nana | 2:53,89 OR | Hollandia (NED) · Marrit Leenstra · Ireen Wüst · Antoinette de Jong | 2:55,48 | Egyesült Államok (USA) · Heather Bergsma · Brittany Bowe · Mia Manganello | 2:59,27 |